# La Chapelle-Fortin
La Chapelle-Fortin – miejscowość i gmina we Francji, w Regionie Centralnym, w departamencie Eure-et-Loir.
Według danych na rok 1990 gminę zamieszkiwało 139 osób, a gęstość zaludnienia wynosiła 10 osób/km² (wśród 1842 gmin Regionu Centralnego La Chapelle-Fortin plasuje się na 998. miejscu pod względem liczby ludności, natomiast pod względem powierzchni na miejscu 942.).